# Frank Costello

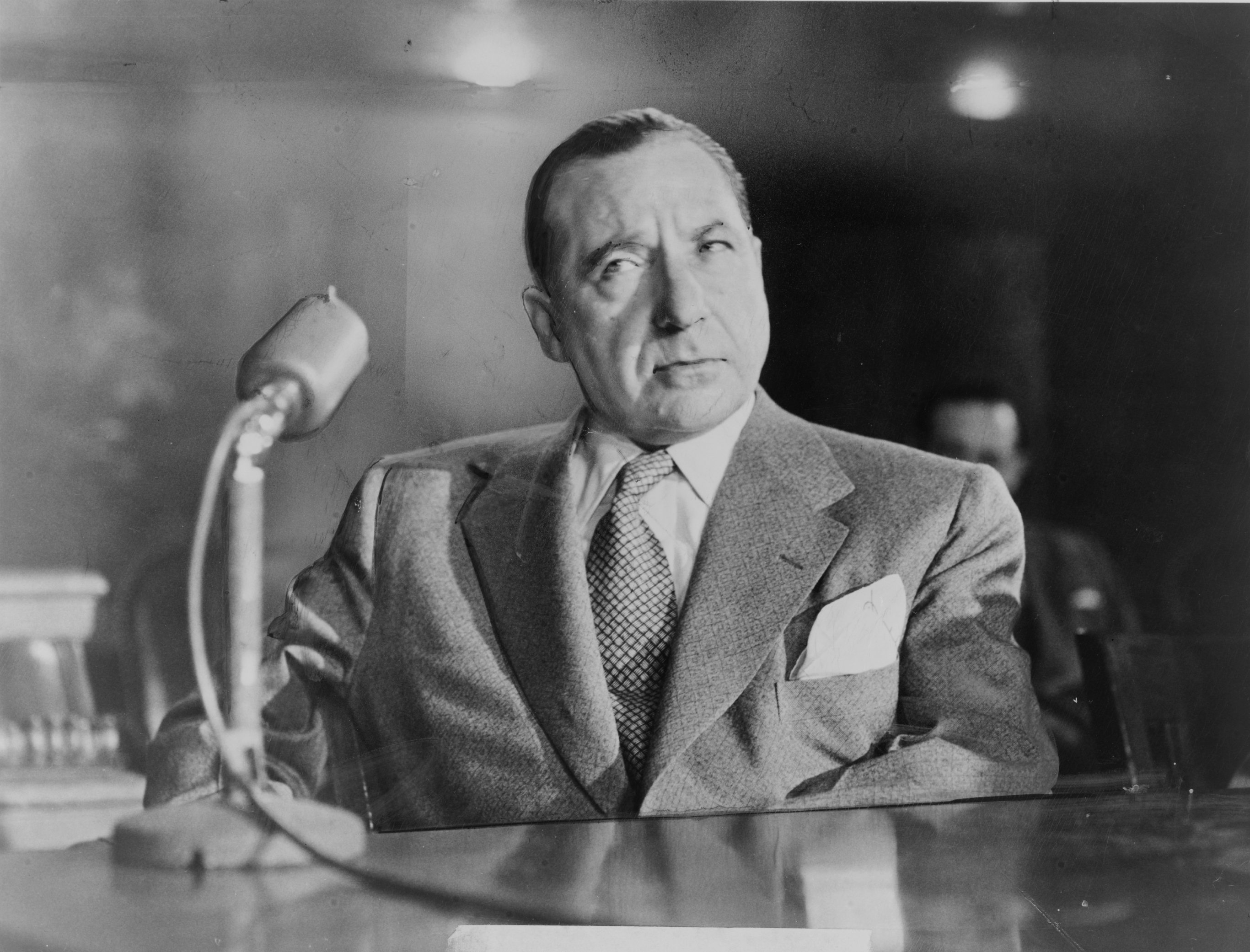
Frank Costello bei einer Befragung im Kefauver Committee (1951)

Francesco Castiglia, auch bekannt als Frank Costello (* 26. Januar 1891 in Lauropoli, Provinz Cosenza, Italien; † 18. Februar 1973 in New York City, New York), war ein italienisch-US-amerikanischer Mobster.
In den 1920er Jahren, während der Prohibition in den Vereinigten Staaten, stieg er mit Alkoholschmuggel, Prostitution, Drogenhandel, Glücksspiel und weiteren Straftaten zu einem der Bosse der amerikanischen Cosa Nostra auf und führte zeitweise die Luciano-Familie, später Genovese-Familie, aus New York City an. Costello, genannt „Prime Minister“, galt als einer der einflussreichsten Mafia-Bosse seiner Zeit und hatte weitreichende Kontakte zu Politikern, Richtern und Polizisten.
Mit Ausnahme einer Verurteilung als Heranwachsender 1915 konnten ihm trotz zahlreicher Ermittlungsverfahren keine Straftaten nachgewiesen werden. 1954 wurde er wegen Steuerhinterziehung verurteilt, saß einige Monate im Gefängnis, wurde jedoch im Berufungsverfahren freigesprochen.
1957 überlebte er ein Attentat und zog sich danach als Anführer zurück. Mutmaßlich blieb er bis zu seinem Tod 1973 in das internationale organisierte Verbrechen verwickelt.

## Biografie
Francesco Castiglia emigrierte 1895 gemeinsam mit seiner Mutter und seiner Schwester nach New York City und lebte in Manhattan in ärmlichen Verhältnissen. Im Alter von 13 Jahren wurde er Mitglied der Five Points Gang, in der auch Lucky Luciano und weitere zukünftige Mafiosi Mitglied waren. Zwischen 1908 und 1918 wurde Francesco mindestens viermal wegen Körperverletzung, Raub und Waffenbesitz angeklagt und im Jahr 1915 für 10 Monate inhaftiert. Im Jahr 1918 heiratete er seine Geliebte.
Seine Gangsterkarriere beinhaltete unter anderem illegales Glücksspiel, Alkoholhandel und Schutzgelderpressung. Ab den frühen 1920er Jahren arbeiteten Luciano und Frank für die Organisation von Joe Masseria und pflegten dennoch ihre Geschäftsinteressen zu ihren jüdischen und irischen Partnern. So soll Francesco Castiglia seinen Namen in Frank Costello geändert haben, da dies irischer klingt. Es war Costello, der den Kontakt zu Arnold Rothstein herstellte, womit im Broadway Mob Italiener wie Luciano und Joe Adonis mit Kosher Nostras wie Meyer Lansky und Bugsy Siegel geschäftlich zusammenkamen, um Manhattan mit hochwertigem Whisky während der Alkoholprohibition von 1919 bis 1933 zu versorgen. Weitere Mitarbeiter von Frank Costello waren Vito Genovese, Tommy Lucchese, Bill Dwyer und Dutch Schultz.
Dwyer und Costello wurden am 19. November 1926 angeklagt, Alkohol in die Docks von New York City importiert zu haben, jedoch wurden die Anklagen gegen Costello 1927 wieder fallengelassen. Dwyer jedoch wurde wegen Bestechung eines Beamten der US-Küstenwache verurteilt und Costello übernahm die Schmuggelgeschäfte von Dwyer in New York. Dieser Umstand verursachte Spannungen und schließlich einen Krieg mit Geschäftspartnern von Dwyer. Während Costello einige seiner Geschäftsaktivitäten in diesem Konflikt verlor, wuchs sein Einfluss als Mafioso weiter.
Nachdem Lucky Luciano und seine Partner die Mafia-Bosse Joe Masseria und Salvatore Maranzano im sogenannten Krieg von Castellammare gegeneinander ausspielten und Lucky es so schaffte, sich im Jahr 1931 an die Spitze der mächtigsten New Yorker Mafia-Familie zu stellen, wurde Vito Genovese dessen Unterboss und Costello fungierte als Consigliere. Costello half der Luciano-Familie, ihre Operationen zu erweitern und Spielautomaten in Louisiana in einer Abmachung mit dem Governor Huey Long und New-Orleans-Verbrecherchef Carlos Marcello unterzubringen. Costello investierte mit Lansky in illegale Glücksspiele in Florida und Kuba und begann landesweit das System der Annahme und Verteilung von Wetten unter Buchmachern zu standardisieren. Die Ausweitung des Glücksspiels auf nationaler und internationaler Ebene war ein kluger Schachzug, da die Prohibition 1933 endete.
Im Jahr 1936 wurde Luciano wegen Prostitution angeklagt und zu einer jahrzehntelangen Haftstrafe verurteilt. Genovese übernahm die Position des amtierenden Bosses, wurde jedoch ein Jahr später wegen einer drei Jahre alten Mordanklage angeklagt und floh nach Italien; so wurde Costello amtierender Boss der Luciano-Familie und leitete fortan alle Operationen. Im Jahr 1945 war Genovese gezwungen, zurück in die Staaten zu kommen, wo ihm der Prozess gemacht wurde. Während des Prozesses wurden zwei der drei Regierungszeugen ermordet und die Anklage der Staatsanwaltschaft brach zusammen. Im Jahr 1946 wurde Genovese aus der Untersuchungshaft entlassen und er begann sofort, daran zu arbeiten, seine Position als Boss der von Costello kontrollierten Familie zurückzugewinnen.
Im Jahr 1951 wurde Costello vorgeladen, um vor dem Komitee von Estes Kefauver angehört zu werden. Der demokratische Politiker hatte erreicht, dass der Senat im April 1950 einen Untersuchungsausschuss einsetzte: die Kefauver-Hearings. Nach Abschluss einer aufsehenerregenden Ermittlung legte Kefauver Ende April 1951 seinen Bericht vor. Mehrere Verbrecher, die bislang unbehelligt davongekommen waren, wurden daraufhin verhaftet. Vor dem Kefauver-Komitee hatte auch Costellos Stellvertreter Willie Moretti ausgesagt, der Details über die Unterwanderung legaler Unternehmen durch die Mafia enthüllte. Diese öffentliche Zurschaustellung sowie den Fakt, dass die Medien erfuhren, dass Costello einen Psychiater konsultiert hatte und er den Drogenhandel nicht unterstützte, nutzte Genovese zu seinem Vorteil, um Costello bei den Mafia-Soldaten in Verruf zu bringen.
Im Jahr 1954 wurde Costello wegen Steuerhinterziehung zu fünf Jahren Haft verurteilt. Er verbüßte mehrere Jahre, bevor die Verurteilung im Berufungsverfahren aufgehoben wurde.
Am 2. Mai 1957 verübte Vincent Gigante im Auftrag von Vito Genovese ein Attentat, das Costello jedoch trotz eines Pistolenschusses in die Stirn überlebte. Costello zog sich daraufhin aus der Führungsposition und allen Geschäften der Mafia zurück, lebte in seiner Villa auf Long Island und wurde von anderen Gangstern nicht mehr angegriffen. Er ist einer der wenigen amerikanischen Mafia-Bosse, die freiwillig abtraten und danach sozusagen als Elder Statesman akzeptiert und nicht mehr behelligt wurden.
Frank Costello starb nach einem Herzanfall in einem Krankenhaus in Manhattan.

## Filme und Dokumentationen
- Neben Joe Profaci und Carlo Gambino diente Frank Costello als Inspiration für die Figur des Vito Corleone in Der Pate.[4]
- In Martin Scorseses Mafia-Thriller Departed – Unter Feinden spielt Jack Nicholson einen irischen Gangsterboss namens Frank Costello.
- Feodor Chaliapin Jr. spielte ihn in My Brother Anastasia (1973), James Andronica in Bis zum letzten Schuß (1981), Carmine Caridi in Bugsy (1991), Costas Mandylor in Die wahren Bosse – Ein teuflisches Imperium (1991), Kirk Baltz im Fernsehfilm Kingfish: A Story of Huey P. Long (1995) und Anthony DiCarlo in den Doku-Dramareihen The Making of the Mob (2015) und Amerikas Gangsterkönige (2017).
- Die Dokumentarfilmreihe Mobsters behandelte Frank Costello in der 8. Episode der 1. Staffel.
- In dem Film Mob Town aus dem Jahr 2019 wird Costello durch Ray Bouderau verkörpert.
- In The Alto Knights  von 2025 wird er von Robert De Niro gespielt, ebenso wie Vito Genovese.

## Belletristik
In Philip Kerrs Thriller „Der Tag X“ aus dem Jahr 2001 spielt Costello eine wichtige Rolle als Gegner von Robert F. Kennedy.

## Sekundärliteratur
- Bennet Jäger: Picturing the Evil. Das Kefauver Committee und die Kampagne gegen die organisierte Kriminalität, 1950-1951. Dissertation, Universität zu Köln, 2012.